# 博物志 (張華)
《博物誌》是晉朝張華所著的一部奇書，共十卷:136。內容包羅萬象，有山川地理知識，有歷史人物傳說，有奇異草木蟲魚、飛禽走獸，也有神仙方術，可謂集神話、古史、博物、雜說於一爐。
據王嘉《拾遺記》載：最初版本的《博物誌》有四百卷之多，張華把它呈給晉武帝司馬炎，司馬炎閱後認為張華的才識可以跟伏羲、孔子相比，但指出《博物誌》書中「多浮妄」，「驚所未聞，異所未見，將恐惑亂於後生」，指示張華將此書刪減為十卷。
《博物誌》前三卷記地理動植物；第四、五卷是方術家言；第六卷是雜考。第七至十卷是異聞、史補和雜說。《博物志》裡記載了“浮槎”這種不明飛行物體，有人認為這就是幽浮。書中也說明了守宮砂的製作方法，以验证女人们的贞操，不過一般以為此說不足為信。
宋李石著《續博物志》、明游潛《博物志補》、董斯張《廣博物志》等皆倣此而作。